# جوش هايز
جوش هايز (بالإنجليزية: Josh Hayes)‏ مواليد 4 أبريل 1975 في غولفبورت، هو متسابق دراجات نارية أمريكي. نافس في بطولة العالم للسوبرسبورت وبطولة العالم للموتو جي بي.

## وصلات خارجية
- جوش هايز على موقع MotoGP.com (الإنجليزية)
- جوش هايز على موقع WorldSBK.com (الإنجليزية)
- الموقع الإلكتروني